# Кулик Емілія
Емілія Кулик, до шлюбу Дороцька (10 лютого 1909, Городенка — 1 березня 1990, Голівуд) — українська письменниця, театральна діячка.

## З біографії
Народилася 10 лютого 1909 р. в м. Городенка, околиця Котиківка (Галичина). В хаті її батьків (1920/30 рр.) квартирував письменник Василь Кархут. Працювала в редакції журналу «Жіноча доля» в Коломиї. На початку 1950-х рр. прибула до США з Німеччини, закінчила школу медсестер, працювала за фахом. У Чикаго заснувала театр «Нова сцена», потім із чоловіком переїхали до Флориди. 
Померла 1 березня 1990 р. в Голівуді (США).